# Karl Lagerfeld
Karl Otto Lagerfeldt (10 tháng 9 năm 1933 – 19 tháng 2 năm 2019) là nhà thiết kế thời trang, nhiếp ảnh gia và nghệ sĩ người Đức. Ông là nhà thiết kế chính của nhiều hãng thời trang danh tiếng như Chanel, Fendi và hãng thời trang cá nhân do mình trực tiếp thiết kế và sản xuất. Qua nhiều thập kỷ, ông đã cộng tác với vô vàn nhân vật trong thế giới thời trang và thực hiện nhiều dự án nghệ thuật. Ông được biết tới qua mái tóc nhuộm bạc, kính râm cùng chiếc cổ áo côn đặc biệt.